# Salassinae
Sous-famille
Les Salassinae sont une sous-famille de lépidoptères (papillons) appartenant à la famille des Saturniidae.
Cette sous-famille est monotypique : elle ne contient que le genre Salassa Moore, 1859.